# Zapasy na Letnich Igrzyskach Olimpijskich 1952 – kategoria do 67 kg w stylu klasycznym
Zmagania mężczyzn do 67 kg to jedna z ośmiu męskich konkurencji w zapasach w stylu klasycznym rozgrywanych podczas Letnich Igrzysk Olimpijskich 1952. Pojedynki w tej kategorii wagowej odbyły się w dniach 24 – 26 lipca.
Punktacja opierała się na systemie "złych punktów karnych". Przegranemu przyznawano 3 punkty. Zwycięzca otrzymywał zero punktów za wygraną przez "tusz" (łopatki), a jeden punkt za wygraną decyzją trzech sędziów. Uzyskanie pięciu lub więcej punktów karnych eliminowało zapaśnika z turnieju. Najlepsza trójka walczyła w rundzie finałowej. 

## Klasyfikacja[1]
| Miejsce | Nazwisko           | Kraj           |
| ------- | ------------------ | -------------- |
| 1       | Szazam Safin       | ZSRR           |
| 2       | Gustav Freij       | Szwecja        |
| 3       | Mikuláš Athanasov  | Czechosłowacja |
| 4       | Gyula Tarr         | Węgry          |
| 5       | Kalle Haapasalmi   | Finlandia      |
| 5       | Franco Benedetti   | Włochy         |
| 5       | Dumitru Cuc        | Rumunia        |
| 8       | Kamil Husajn       | Egipt          |
| 8       | André Verdaine     | Francja        |
| 8       | Erich Schmidt      | Saara          |
| 11      | Jack Rasmussen     | Dania          |
| 11      | Zbigniew Szajewski | Polska         |
| 13      | Jan Cools          | Belgia         |
| 14      | Jeorjos Petmezas   | Grecja         |
| 15      | Heini Nettesheim   | RFN            |
| 15      | Arístides Pérez    | Gwatemala      |
| 15      | Metty Scheitler    | Luksemburg     |
| 15      | Aage Eriksen       | Norwegia       |
| 19      | Raif Akbulut       | Turcja         |

## Wyniki

### Pierwsza runda[2]
| Zwycięzca         | Punkty karne | Wynik        | Przegrany          | Punkty karne |
| ----------------- | ------------ | ------------ | ------------------ | ------------ |
| Jan Cools         | 1            | Decyzja, 3:0 | Metty Scheitler    | 3            |
| Kamil Husajn      | 1            | Decyzja, 3:0 | Erich Schmidt      | 3            |
| Mikuláš Athanasov | 1            | Decyzja, 3:0 | Jeorjos Petmezas   | 3            |
| André Verdaine    | 1            | Decyzja, 3:0 | Zbigniew Szajewski | 3            |
| Franco Benedetti  | 0            | Łopatki      | Arístides Pérez    | 3            |
| Dumitru Cuc       | 0            | Łopatki      | Aage Eriksen       | 3            |
| Szazam Safin      | 1            | Decyzja, 3:0 | Raif Akbulut       | 3            |
| Gustav Freij      | 0            | Łopatki      | Jack Rasmussen     | 3            |
| Kalle Haapasalmi  | 1            | Decyzja, 3:0 | Heini Nettesheim   | 3            |
| Gyula Tarr        | 0            | Bez walki    |                    |              |

### Druga runda[3]
| Zwycięzca          | Punkty karne | Wynik        | Przegrany        | Punkty karne |
| ------------------ | ------------ | ------------ | ---------------- | ------------ |
| Gyula Tarr         | 1            | Decyzja, 3:0 | Jan Cools        | 4            |
| Kamil Husajn       | 2            | Decyzja, 3:0 | Metty Scheitler  | 6            |
| Erich Schmidt      | 4            | Decyzja, 2:1 | Jeorjos Petmezas | 6            |
| Zbigniew Szajewski | 3            | Łopatki      | Arístides Pérez  | 6            |
| Mikuláš Athanasov  | 2            | Decyzja, 2:1 | André Verdaine   | 4            |
| Dumitru Cuc        | 1            | Decyzja, 3:0 | Franco Benedetti | 3            |
| Szazam Safin       | 1            | Łopatki      | Aage Eriksen     | 6            |
| Gustav Freij       | 1            | Decyzja, 3:0 | Kalle Haapasalmi | 4            |
| Jack Rasmussen     | 3            | Łopatki      | Heini Nettesheim | 6            |
|                    |              | Wycofał się  | Raif Akbulut     | -            |

### Trzecia runda[4]
| Zwycięzca         | Punkty karne | Wynik                       | Przegrany          | Punkty karne |
| ----------------- | ------------ | --------------------------- | ------------------ | ------------ |
| Gyula Tarr        | 2            | Decyzja, 3:0                | Kamil Husajn       | 5            |
| Erich Schmidt     | 5            | Decyzja, 3:0                | Jan Cools          | 7            |
| Mikuláš Athanasov | 2            | Wycofał się w trakcie walki | Zbigniew Szajewski | 6            |
| Franco Benedetti  | 4            | Decyzja, 2:1                | André Verdaine     | 7            |
| Gustav Freij      | 2            | Decyzja, 3:0                | Dumitru Cuc        | 4            |
| Szazam Safin      | 1            | Łopatki                     | Jack Rasmussen     | 6            |
| Kalle Haapasalmi  | 4            | Bez walki                   |                    |              |

### Czwarta runda[5]
| Zwycięzca         | Punkty karne | Wynik        | Przegrany        | Punkty karne |
| ----------------- | ------------ | ------------ | ---------------- | ------------ |
| Gyula Tarr        | 3            | Decyzja, 3:0 | Kalle Haapasalmi | 7            |
| Mikuláš Athanasov | 2            | Łopatki      | Franco Benedetti | 7            |
| Szazam Safin      | 2            | Decyzja, 3:0 | Dumitru Cuc      | 7            |
| Gustav Freij      | 2            | Bez walki    |                  |              |

### Piąta runda[6]
| Zwycięzca    | Punkty karne | Wynik        | Przegrany         | Punkty karne |
| ------------ | ------------ | ------------ | ----------------- | ------------ |
| Gustav Freij | 3            | Decyzja, 3:0 | Gyula Tarr        | 6            |
| Szazam Safin | 2            | Łopatki      | Mikuláš Athanasov | 5            |

### Runda finałowa
| Zwycięzca    | Punkty karne | Wynik        | Przegrany         | Punkty karne                     |
| ------------ | ------------ | ------------ | ----------------- | -------------------------------- |
| Szazam Safin | 2            | Łopatki      | Mikuláš Athanasov | 5 - (zaliczony wynik z IV rundy) |
| Gustav Freij | 3            | Łopatki      | Mikuláš Athanasov | 8                                |
| Szazam Safin | 3            | Decyzja, 3:0 | Gustav Freij      | 6                                |